# Francisco Erize
Francisco Javier Erize Arata, mayormente conocido como Francisco Erize (13 de mayo de 1943 - 8 de marzo de 2021) fue un naturalista y conservacionista argentino. Sus principales actividades se relacionan con la conservación de la naturaleza, tanto de manera directa mediante la gestión de la creación de nuevas áreas protegidas y la protección de especies y ecosistemas amenazados, como así también en la divulgación y revalorización del patrimonio natural, gracias a las capturas de imágenes que realiza desempeñándose como fotógrafo de vida silvestre.
Ha visitado áreas naturales en todos los continentes y mares, en algunos casos hasta en remotos rincones muy poco explorados, logrando capturar imágenes de la flora y la fauna que allí habitan, documentando su patrimonio biológico, sus amenazas y difundiendo las necesidades para su perpetuación.

## Familia
Su padre fue el abogado y jugador de polo Francisco Oscar A. Erize Arrechea. Su madre fue Jeannette Arata de Erize, presidenta honoraria por más de medio siglo del “Mozarteum Argentino”, institución dedicada a la difusión, promoción y producción de música clásica en la Argentina. Tiene un único hermano: Luis Alberto.
En el año 1973, Francisco se casó en la iglesia del Santísimo Sacramento, de Buenos Aires, con la ingeniera industrial y política María Julia Alsogaray, con la que tuvo dos hijos: primero Álvaro Javier y luego Francisco Luis. De ella se separó en el año 1991.

## Su labor como fotógrafo
Erize logró relevancia mundial en el ámbito de la fotografía de vida silvestre. Ya de pequeño se interesó sobre la naturaleza, visitando a diario el zoológico de la mano de su abuelo; incluso en el campo de su familia mantenía su propio "mini-zoo". En la adolescencia aumentó su avidez por la naturaleza mediante las pocas publicaciones que podía encontrar. Como en su entorno los únicos que también demostraban interés por los animales salvajes eran los cazadores, él también se hizo cazador. Pero las constantes visitas al zoo lo llevaron a que comenzara a fotografiar a sus pensionistas; el siguiente paso fue intentar fotografiar animales silvestres en su propio entorno natural, lo cual terminó por apasionarlo totalmente. Al mismo tiempo no solo dejó la cacería sino que pasó a ser un férreo oponente a ese tipo de “deporte”.   
El mismo Erize definió lo que es la caza fotográfica y la notable diferencia con la caza deportiva: 

”Es como si uno capturara el animal para sí, aunque continúa vivo. La imagen me pertenece, aunque el animal sigue correteando en la naturaleza en total libertad.”

Su tiempo libre y vacaciones las dedicaba a emprender viajes a regiones naturales para fotografiar los seres que allí vivían. Como modo de compartir sus experiencias, observaciones y sus imágenes capturadas, empezó a escribir artículos para revistas argentinas e internacionales, tanto en las de divulgación como otras especializadas. 
Como en las décadas de 1960 y 70 todavía había muy escasa disponibilidad de fotografías de fauna sudamericana, cada vez que se publicaba uno de sus artículos lo contactaban editoriales de todo el mundo preguntándole si contaba con determinadas imágenes que estaban buscando, por lo que eso fue un gran impulso a la profesionalización de su actividad.
Fue así que su archivo fotográfico, tan profuso y repleto de imágenes de especies raras o muy poco conocidas, despertó el interés de los editores de publicaciones de vida silvestre, lo que llevó a que sus fotografías rápidamente se diseminaran, ilustrando cientos de revistas, enciclopedias y libros publicados en la Argentina, España, Gran Bretaña, Estados Unidos, etc.
Premios
En el año 1967 le fue concedido el premio "Wildlife Photographer of the Year" como el mejor fotógrafo de vida silvestre de ese año, otorgado por la revista británica “Animals Magazine”, precursora de la “Revista Vida Silvestre” de la BBC, la cual hoy organiza el concurso, junto con el Museo Británico de Historia Natural.
Tanto la Fundación Académica de Artes Visuales, la Federación Argentina de Fotografía como el Fotoclub Buenos Aires lo han distinguido como el pionero de la fotografía de la naturaleza en la Argentina. En el año 1996 le otorgaron el premio “Pirámide de Plata” por su larga trayectoria en esa especialidad. En esas entidades se ha desempeñado como jurado en sus concursos fotográficos y ha sido docente en las Escuela de Jurados.

## Su labor conservacionista
Conferencista y guía-intérprete de naturaleza
A partir de la década de 1960 dejó a un lado su formación como ingeniero industrial para pasar a trabajar en una empresa especializada en viajes ecoturísticos internacionales (Lindblad Travel, en el barco “Lindblad Explorer”), para la cual debía guiar a grupos de interesados en la naturaleza en regiones salvajes de todos los continentes y mares, incluso en islas remotas, haciendo safaris fotográficos. Si bien algunas de ellas eran por tierra, como los viajes a Australia, Kenia, Uganda o Tanzania, buena parte de las excursiones eran embarcadas, por ejemplo las travesías que hacía a la Antártida, al Ártico, a Groenlandia a Alaska, a las islas Galápagos, a las islas Malvinas, a las islas Georgias del Sur a las islas Seychelles, a las islas antárticas y subantárticas australianas y neozelandesas, etc.
Junto a él, otros 4 a 9 naturalistas de primer nivel debían guiar a los pasajeros en tierra, asesorarlos, ayudarlos a encontrar e identificar las especies buscadas, darles conferencias, etc. Estas últimas, más las diarias conversaciones con ellos, le permitieron a Erize aumentar notablemente su conocimiento sobre la naturaleza y la necesidad de su protección.
Estos continuos viajes (que, espaciados, le insumían unos 6 meses al año) no solo le permitieron acrecentar su caudal de fotografías sino que al mismo tiempo pudo conocer muchas de las áreas protegidas más importantes, y aprender los métodos de avanzada que en ellas se aplicaban para gestionar una adecuada política de conservación. Lo aprendido en esa época lo volcaría luego al intentar cumplir las metas de aumentar el número y calidad de las áreas naturales bajo protección, desde las organizaciones en que formó parte.
De manera habitual se dedicó a dictar conferencias en muchas instituciones argentinas y fue orador invitado en congresos de ese país, así como del extranjero. Mediante sus conocimientos buscó difundir en el público el interés sobre la naturaleza salvaje y la protección de la vida silvestre.

### Participación en organismos gubernamentales y no gubernamentales
Mediante una función ejecutiva, o por intermedio de una acción de asesoramiento, desempeñó un papel importante en la conservación de especies en peligro y en la creación, el diseño o el establecimiento de numerosas áreas protegidas.
Organizaciones internacionales
Entre los organismos internacionales en los que ha participado o participa, se encuentran:
- Fauna & Flora International (FFI)

Formalmente denominada Fauna and Flora Preservation Society, lo tiene como asesor. 
- Unión Internacional para la Conservación de la Naturaleza (UICN)

Se relacionó a esta entidad internacional mediante dos de sus organismos dependientes, la Comisión de Supervivencia de Especies (SSC) de la cual es miembro consultor, y la Comisión Mundial de Áreas Protegidas, la que lo tuvo como vicepresidente.
Organizaciones argentinas
También participó en el equipo directivo de otras organizaciones gubernamentales y no gubernamentales ligadas a la conservación de la naturaleza argentina, contribuyendo a la creación de numerosas reservas nacionales, provinciales así como en el desarrollo de sistemas de reservas privadas.
- Fundación Iberá

De esta ONG ha sido su vicepresidente.
- Fundación Hábitat & Desarrollo

De esta Organización es un consultor.
- Aves Argentinas

En esta centenaria institución forma parte de su comisión directiva.
- Fundación Natura
- Provincia del Chubut

Este estado provincial en el año 1967 le otorgó la condición de miembro del comité asesor para el manejo de sus reservas provinciales.
- Fundación Vida Silvestre Argentina.

De esta organización no gubernamental fue en el año 1977 miembro fundador y su primer director técnico general. La idea básica era crear una ONG que obtenga de manera eficaz resultados concretos e inmediatos en la protección de la naturaleza, imitando el modelo que brindaba el Fondo Mundial para la Naturaleza (WWF). Erize fue un elemento destacado en la implementación de las reservas de vida silvestre Campos del Tuyú y Urugua-í.
- Administración de Parques Nacionales.

Su relación con este organismo gubernamental de la Argentina comenzó en el año 1968 siendo asesor honorario del Dr. Teodosio Brea, interventor de Parques Nacionales. Años después Erize fue nombrado vicepresidente y tiempo después presidente de la institución. Más tarde se mantuvo relacionado mediante la figura de jefe de gabinete de asesores de uno de sus sucesores. Su desempeño posibilitó la concreción de numerosas áreas protegidas nacionales, destacado su intervención en las creaciones o diseños de los parques Quebrada del Condorito, Talampaya, Copo, San Guillermo, etc.
En la provincia de Santa Cruz (Patagonia argentina) en el año 1997 comenzó a gestionar la adquisición de grandes estancias que finalmente conformarían el parque nacional Bosques Petrificados de Jaramillo, ampliando de este modo la exigua superficie protegida con que contaba el monumento natural Bosques Petrificados. Durante el año 1999 desempeño un rol clave en la concreción de una nueva área protegida nacional en esa provincia, al recomendar al magnate Douglas Tompkins y a su esposa Kris, directora de la organización benéfica “Conservación Patagónica”, que aporten el dinero que se necesitaba para comprar la estancia Monte León y que luego esa propiedad sea cedida al estado argentino. Al año siguiente se concretó la compra y posteriormente se transfirió la misma a la Administración Nacional de Parques, creándose el hoy parque nacional Monte León.
Premios
Por su trayectoria conservacionista fue distinguido con premios por la Asociación Aves Argentinas (ex Asociación Ornitológica del Plata), por la Sociedad Argentina para la Protección de los Animales y por la Wildlife Conservation Society (WCS), esta última eligiéndolo como "Wildlife Conservation Fellow".

## Producción y divulgación audiovisual
Dado sus conocimientos sobre la naturaleza argentina, fue convocado como asesor científico por las empresas que realizaban series de documentales de vida salvaje para televisión y querían filmar en ese país, especialmente en la costa patagónica. De esta manera formó parte de los equipos de Radiotelevisión Española, de la BBC y Supervivencia / Anglia.
En la televisión argentina durante 6 años fue el presentador del ciclo de documentales de naturaleza "El Maravilloso Mundo de los Animales", emitido por el Canal 13 de Buenos Aires.

## Producción bibliográfica
Erize ha escrito numerosos documentos técnicos sobre selección y manejo de áreas naturales protegidas, como también sobre el desarrollo de estrategias y políticas a aplicar para una eficaz conservación de la diversidad biológica. Descontando las numerosas notas periodísticas y artículos para revistas que ha redactado, posee varias publicaciones relevantes en donde ha intervenido como editor, autor, coautor o coordinador editorial; a la mayor parte de ellas también las ilustró con sus fotografías. Algunas de estas obras son:
- Erize, Francisco; Marcelo Canevari, Pablo Canevari, Gustavo Costa & Mauricio Rumboll (1981). “Los Parques Nacionales de la Argentina y otras de sus Áreas Naturales”, INCAFO, Madrid (y Editorial El Ateneo, Buenos Aires, en 1994).
- Erize, F. (1992). El Gran Libro de la Naturaleza Argentina”, Editorial Atlántida, Buenos Aires. Fue distribuido tanto como libro completo o con el formato 21 fascículos, los que acompañaron a la revista Gente (Editorial Atlántida) en primer término y tiempo después una segunda edición fue distribuida por la Asociación de Diarios del Interior.
- Erize, Francisco; Canevari, M., Canevari, P., Certa, Gustavo & Rumboll, M. (1995). The National parks of Argentina and other Protected Areas”. Editorial El Ateneo, Buenos Aires, (primera versión en inglés).
- Erize, F. (1997-2000).  “El Nuevo Libro del Árbol” Volumes I, II y III, Editorial El Ateneo, Buenos Aires.
- Parera, Aníbal -fotografías: Francisco Erize- (2002). Los Mamíferos de la Argentina y la región austral de Sudamérica Editorial El Ateneo, Buenos Aires. 453 páginas.
- Erize, F.; Jorge R. Rodríguez Mata & Maurice Rumboll (2006). “Guía de Campo Collins: Aves de Sudamérica”. - 1a. ed. - Buenos Aires: Letemendia Casa Editora: Harper Collins Publishers; ISBN 987-21732-9-X (la versión en inglés es: "Collins Field Guide: Birds of South America”, HarperCollins Publishers, Londres, 2006. F. Erize se encargó de coordinar la versión en español del libro).
- Erize, F. (2006). “Princeton Illustrated Checklist: Birds of South America”, Princeton University Press, Princeton, New Jersey (la primera edición para Estados Unidos).
- Erize, F. (2012). “Guía de Campo: Monte Loayza y Cañadón del Duraznillo”, Fundación Hábitat y Desarrollo, Buenos Aires.
- Erize, F. (2013). Monte Leon National Park, Conservation Land Trust.